# Sóma
Sóma je ve védském náboženství personifikace posvátného opojného nápoje sómu, s kterým v raných dobách splýval a postrádal osobních rysů. Později začal být chápán jako bůh Měsíce – často pod jménem Čandra „Měsíc“, vlhkosti a rostlinstva. Sómovi či sómu je věnováno okolo stodvaceti rgvédských hymnů, což jej řadí hned za Indru a Agniho, a především celá devátá část Rgvédu – Sóma Mandala.
Ve své měsíční podobě byl chápán jako jako nebeská číše vytvořená božským řemeslníkem Tvaštrem, z které bohové a předci pijí sómu a z které sice ubývá, ale poté se znovu doplňuje. O měsíčních paprscích se věřilo že dodávají sílu rostlinám, především léčivým, a zbavují horečky. Z těchto důvodů se Čandra-Sóma stal strážcem amrty – nektaru nesmrtelnosti, v pozdějších dobách ztotožňovaného se sómou. 
Je řazen mezi Vasuje – božstva nebeských těles a živlů, je ochráncem severovýchodního směru a je po něm pojmenováno pondělí – sómavara. Jeho vůz má tři kola a je tažen deseti bílými koňmi.
Kromě jmen Sóma a Čandra je nazýván několika dalšími:

- Čandramas
- Vrtrahán „zabiják Vrtry“ - na počest toho že Indra porazil Vrtru posilněn sómem
- Óšadhipati „Pán léčivých bylin“ - pro svou moc nad léčivými bylinami
- Váčaspati „Pán řeči“ - pro účinek sómu na výmluvnost
- Vanaspati „Pán lesa“ - pro svou moc nad rostlinami
- Induh

Je synem mudrce Atriho a vnukem Brahmy. Brhaspatimu unesl manželku Táru a zplodil s ní syna Budhu – planetu Merkur, kvůli tomuto únosu se pak vedla velká válka. Také zplodil syna Varču, jehož inkarnací je Abhimanju, a dceru Bhadru.
Podle Mahábháraty se Čandra oženil se sedmadvaceti dcerami boha Dakši zvanými Nakšatra – jednotlivými souhvězdími na obloze. Ze všech svých manželek se věnoval té nejkrásnější jménem Róhíní a tak byl Dakšou na žádost svých zbylých dcer proklet. Prokletí měsíčního boha pak postihlo i rostlinstvo, kterému dával sílu, a s tím i zvířata a lidi. Dakša nakonec svou kletbu oslabil, pod podmínkou, že se Čandra bude věnovat všem svým manželkám a každou noc bude trávit u jedné z nich, a Měsíc tak ztrácí sílu pouze polovinu svého cyklu.